# 福岡ラジオ5局合同企画〜減らそうCO2!クイズdeエコラジオ
福岡ラジオ5局合同企画 減らそうCO2 クイズdeエコラジオは福岡県在局の民間ラジオ局が共同制作しサイマル放送された特別ラジオ番組である。第1回目は2006年10月30日の12:00〜12:55、第2回目は2007年10月22日の12:00〜12:55、「福岡ラジオ5局合同企画 減らそうCO2 クイズdeエコラジオ 2007」として放送された。この項ではその両方の放送を扱う。

## 概要
- 日々叫ばれている地球環境問題を考えていこうという主旨のもと企画された番組。この番組ではその中から身近な「道」をテーマに選び、レポートやクイズで内容が構成された。
- 2005年3月20日の福岡県西方沖地震以降、福岡在局の民間放送ラジオ局である、RKB毎日放送、KBC九州朝日放送、FM福岡、CROSS FM、LOVE FMの5局では同年11月3日の「天神ラジオパラダイス」を皮切りにほぼ半年に1回、「ライフサポーター あなたを守る防災ラジオ」など各局合同で企画、制作された番組がサイマル放送されている。（但し、「天神ラジオパラダイス」ではLOVE FMは参加せず）この番組でもそれらと同様、5局合同で企画、制作され、第1回目、第2回目ともにFM福岡のスタジオから5局同時生放送された。番組の司会、レポーターはそれぞれ各局から1人ずつ選ばれたパーソナリティがそれぞれ分担した。
- 第1回目では「ドライヴ」をテーマに選曲され、第2回目では2007年7月7日に開催された「Live Earth」に出演したアーティストの曲を中心に選曲された。

## パーソナリティ
※パーソナリティ、レポーターともに、( )内は番組放送時に担当していた放送局。

### 第1回目
- BUTCH （FM福岡、この番組では総合司会を務めた）
- 宮本けいすけ (KBC)
- 川添麻美 (RKB)

### 第2回目
- BUTCH （FM福岡、この番組では総合司会を務めた）
- 逸見明正 (KBC)
- 山本真理子 (CROSS FM)

## レポーター

### 第1回目
- 立山律子 (CROSS FM)
- スーザン (LOVE FM)

### 第2回目
- 石田一洋 (RKB)
- マックス  (LOVE FM)

## スポンサー
- 国土交通省九州地方整備局福岡国道事務所（提供クレジットはBUTCHが読み上げた）

## 放送内容
- エコクイズ

聴取者に環境保全に関するクイズを出しFAXとEメールにてその回答を募り、正解者の中から抽選で1名にプレゼントを贈った。番組内では2問出題された。
- エコレポート

環境保全に対する取り組みに関するレポートや街頭アンケート結果、インタビューなどを紹介。
第1回目では、立山律子は西日本鉄道本社のバス事業部から環境保全問題対策を考えたバスの運行状況を紹介、スーザンは福岡市の警固公園にて環境保全問題に関するアンケートの結果や街頭インタビューを紹介した。
第2回目では、石田一洋はプレナスからフライ料理の使用済み油からバイオディーゼル燃料を精製するフライ油リサイクルシステムなどのエコ事業を紹介、マックスは第1回目同様警固公園にてアンケートの結果や街頭インタビューを紹介した。
- エコ知識

車に関する環境保全問題に対する知識を紹介。

## 関連記事
- 大災害・あなたを守る情報ラジオ（NHK・KBC・RKBでサイマル放送された番組）
- 風水害・あなたを守る情報ラジオ（KBCもしくはRKBがホスト局となって九州地方の各AMラジオ局で放送された番組）
- 天神ラジオパラダイス（RKB・KBC・FM福岡・CROSS FMでサイマル放送された番組）
- ライフサポーター あなたを守る防災ラジオ（福岡県西方沖地震以降、福岡在局民放5局でサイマル放送されている番組）